# Suwon Air Base
Suwon Air Base är en flygplats i Sydkorea. Den ligger i den nordvästra delen av landet, 40 km söder om huvudstaden Seoul. Suwon Ab ligger 26 meter över havet.
Terrängen runt Suwon Air Base är huvudsakligen platt, men norrut är den kuperad. Runt Suwon Air Base är det mycket tätbefolkat, med 3 494 invånare per kvadratkilometer. Närmaste större samhälle är Suwon-si, 5,7 km norr om Suwon Air Base. Trakten runt Suwon Air Base består till största delen av jordbruksmark.